# 仙桃院

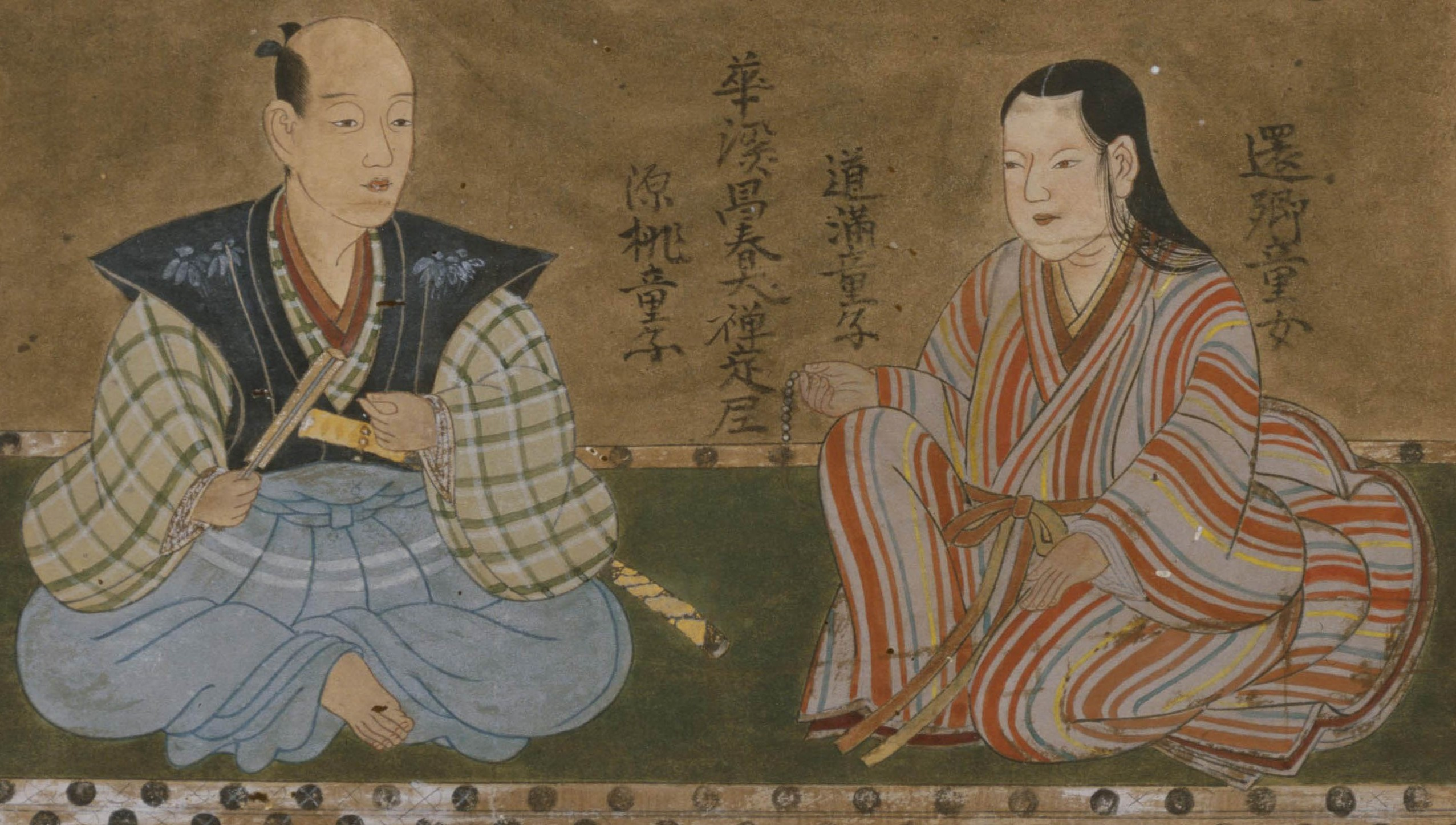
長尾政景と仙桃院の肖像

仙桃院 / 仙洞院（せんとういん、大永4年（1524年）または享禄元年（1528年） - 慶長14年2月15日（1609年3月20日））は、戦国時代から江戸時代初期にかけての女性。上杉謙信の姉。長尾政景の正室で上杉景勝の母。名は綾と伝わる。
仙桃院の表記は、史料的価値に乏しい『北越軍談』だけに見られるもので、山形県米沢市にある常慶院にある夫の長尾政景との夫婦画像に描かれた位牌に記載された彼女の法名は仙洞院殿知三道早である。画像の調査から政景の没後、16世紀後期に制作されたもので、彼女の存命中に描かれた寿像であると考えられている。このため、仙洞院が正しい表記ということになる。

## 生涯
越後国の戦国大名の長尾為景の娘として誕生した。生母は上条上杉氏の娘（為景の正室）で、異母弟に上杉謙信がいる。
天文20年（1551年）、上田長尾家の長尾政景へ嫁ぎ、2男2女を生む。長男の義景は10歳で早世したが、次男の景勝は実子のなかった謙信の養子となってその跡を継いだ。また、江戸時代の軍記物の影響により、長女が畠山義春に、次女（清円院）が上杉景虎にそれぞれ嫁いだとされていたが、現在では長女が上杉景虎室、次女が畠山義春室というのが定説である。また、義春ではなくその養父である上条政繁に嫁いだ可能性も指摘されている。
永禄7年（1564年）、夫の政景が坂戸城近くの野尻池で溺死すると、謙信に春日山城へ招かれ、移り住んだ。天正6年（1578年）、謙信死後の上杉家のお家騒動である御館の乱では、上杉景虎の春日山城退去に従い、景虎の正室である娘ともに御館に籠もるが、戦後には春日山城に戻った。その後は景勝の庇護を受け、慶長3年（1598年）の会津や慶長6年（1601年）の米沢と上杉家の移封にも随行する。
慶長14年（1609年）2月15日、米沢城二の丸にて死去。82歳。墓所は米沢市の林泉寺。越後から会津、米沢への転封に伴い、林泉寺の財政は緊迫していたが、仙桃院が米沢に林泉寺を建立することに尽力したことから林泉寺中興開基と称されている。

## 逸話
直江兼続を景勝の近習に推薦したともいわれる。

## 登場作品
TVドラマ
- 天と地と（1969年、NHK大河ドラマ、綾：上月晃）
- 武田信玄（1991年、TBS大型時代劇スペシャル、仙桃院：十朱幸代）
- 風林火山（2007年、NHK大河ドラマ、桃：西田尚美）
- 天地人（2009年、NHK大河ドラマ、桃→仙桃院：高島礼子）

漫画
- 義風堂々シリーズ
- 雪花の虎（東村アキコ）